# جاش اوکانر
جاش اوکانر (انگلیسی: Josh O'Connor؛ زادهٔ ۲۰ مه ۱۹۹۰) بازیگر بریتانیایی است. او نقش مردی همجنس‌گرا را در درام عاشقانهٔ سرزمین خود خدا (۲۰۱۷) ایفا کرد که با تحسین منتقدان همراه بود. او شاهزاده چارلز جوان را در مجموعهٔ تلویزیونی درام تاج (۲۰۱۹–۲۰۲۰) به تصویر کشید و برای آن برندهٔ جوایز گلدن گلوب و امی ساعات پربیننده شد. او از آن زمان در فیلم تاریخی اما (۲۰۲۰)، کمدی-درام شیمر (۲۰۲۳) و فیلم ورزشی چلنجرز (۲۰۲۴) ایفای نقش کرده است.

## اوایل زندگی
پدر اوکانر معلم و مادرش ماما است. او تا پنج سالگی در نیوبوری، بارکشر بزرگ شد و خانواده‌اش به چلتنهام مکان کردند و او در آن‌جا بزرگ شد. او دو برادر دارد و فرزند دوم خانواده است.
پدربزرگ اوکانر مجسمه‌ساز جان بانتینگ بود، مادربزرگش سازنده ظروف سفالین است و خاله‌اش نویسنده و مفسر بریتانیایی، مادلین بانتینگ است. او اصل و نسب ایرلندی، انگلیسی و اسکاتلندی دارد و از طریق مادربزرگ مادربزرگش، اشکنازی و یهودی سفاردی است.
او زمانی که جوانتر بود می‌خواست یک هنرمند حرفه‌ای باشد، اما فکر نمی‌کرد به اندازه کافی خوب باشد، بنابراین به راگبی روی آورد و سپس بازیگری را کشف کرد. اولین نقش اصلی او در هفت سالگی به عنوان مترسک در نمایش مدرسه جادوگر شهر از بود، و به دنبال آن نقش کوچکی در نمایش مدرسه باگزی مالون بازی کرد. اوکانر در طول هفته به یک مدرسه خصوصی، یعنی مدرسه سنت ادوارد، چلتنهام رفت و در تعطیلات آخر هفته زمان زیادی را در یک مرکز هنری محلی به‌نام Axiom می‌گذراند. او در خانواده حامی حزب کارگر بزرگ شد، اما هشیاری سیاسی خود را به تعطیلی این مرکز هنری در یازده سالگی و احساس عمیق از دست دادن در جامعه می‌داند. او مفتخر است که در خارج از لندن، در شهری با سنت قوی تئاتر منطقه‌ای بزرگ شده است.
در نمایش باگزی مالون در سنت ادوارد، همکلاسی او تالیا بارنت، که بعدها با نام هنری اف‌کی‌ای توئیگز خواننده شد، نیز حضور داشت. اوکانر به برنامه نمایشی مدرسه‌اش اشاره کرده است که به او کمک کرده سال‌ها با خوانش‌پریشی خود زندگی کند، مخصوصاً زمانی که برای دیپلم متوسطه خود آماده می‌شد. او سپس در مدرسه تئاتر بریستول اولد ویک، که در سال ۲۰۱۱ از آنجا فارغ‌التحصیل شد، آموزش دید و سپس به لندن نقل مکان کرد. در سال سوم مدرسه تئاتر، با یک مأمور قرارداد بست.

## فیلم‌شناسی
| سال  | عنوان                    | نقش                 | توضیحات               |
| ---- | ------------------------ | ------------------- | --------------------- |
| ۲۰۱۱ | مایکل مایرز عاشق         | None                | آهنگساز - فیلم کوتاه  |
| ۲۰۱۲ | اسکاتریلوژی: کتاب مردگان | زامبی               |                       |
| ۲۰۱۳ | یازده باشکوه             | اندی                |                       |
| ۲۰۱۴ | قایم‌موشک                 | مکس                 |                       |
| ۲۰۱۴ | باشگاه شورش              | اد                  |                       |
| ۲۰۱۵ | بریجند                   | جیمی                |                       |
| ۲۰۱۵ | سیندرلا                  | نگهبان کاخ سالن رقص |                       |
| ۲۰۱۵ | نگه داشتن برای زمان خوب  | چارلی               | فیلم کوتاه            |
| ۲۰۱۵ | طرح                      | ریچ                 |                       |
| ۲۰۱۶ | فلورانس فاستر جنکینز     | دوناگی              |                       |
| ۲۰۱۶ | دورل‌ها                   | لری                 |                       |
| ۲۰۱۶ | بهترین مرد               | دونالد              | فیلم کوتاه            |
| ۲۰۱۷ | سرزمین خود خدا           | جانی ساکسبی         |                       |
| ۲۰۱۷ | رنگ موهایش               | پیتر                | فیلم کوتاه            |
| ۲۰۱۸ | فقط تو                   | جیک                 |                       |
| ۲۰۱۹ | روزنه امید               | جیمی                |                       |
| ۲۰۲۰ | اما                      | آقای التون          |                       |
| ۲۰۲۱ | یکشنبه مادری             | پل شرینگهام         |                       |
| ۲۰۲۲ | عایشه                    | کانر هیلی           |                       |
| ۲۰۲۳ | شیمر                     | آرتور               |                       |
| ۲۰۲۳ | لی                       | آنتونی پنروز        |                       |
| ۲۰۲۳ | بونز ترک                 | جونو                | همچنین نویسنده داستان |
| ۲۰۲۴ | چلنجرز                   | پاتریک              |                       |
| ۲۰۲۵ | Rebuilding               | داستی               |                       |
| ۲۰۲۵ | تاریخچه صدا              | دیوید               |                       |
| ۲۰۲۵ | بیدار شو مرد مرده        |                     |                       |
| ۲۰۲۶ | افشاگری                  |                     |                       |
| ؟    | The Mastermind           |                     |                       |